# San Secondo (isola)
San Secondo è un'isola (12.064 m²) della Laguna Veneta. Sorge tra San Giuliano e Venezia ed è facilmente individuabile in quanto si trova a soli 114 m a sinistra del Ponte della Libertà per chi va verso Venezia.

## Storia

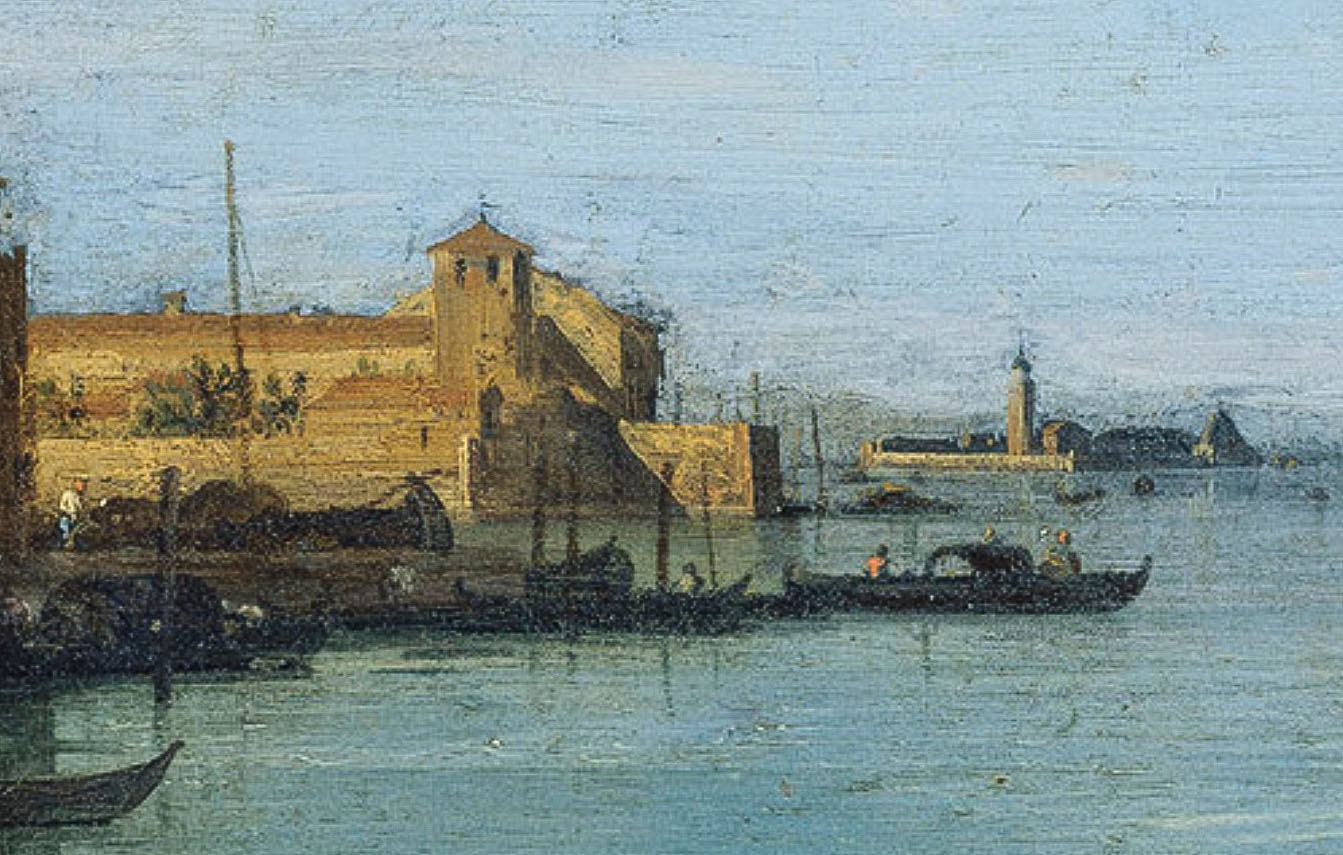
L'isola di San Secondo sullo sfondo a destra, oltre il convento di Santa Chiara. Particolare da Il Canale di Santa Chiara verso la laguna del Canaletto, Hampton Court Palace, Londra.

Inizialmente l'isoletta fu chiamata Sant'Erasmo perché nel 1034 la famiglia Baffo vi costruì una chiesa e un monastero di monache benedettine per custodirvi un'immagine sacra raffigurante appunto sant'Erasmo, molto venerata dai pescatori ma fino a quel momento esposta a qualsiasi intemperia.
Il nome attuale venne aggiunto al primo a partire dal 1237, quando vi furono portate da Aosta le reliquie di san Secondo d'Asti. «Posteriormente poi, abbandonato il primo, si ritenne soltanto il nome di quest'ultimo, ed isola di S. Secondo fu sempre poscia chiamata.»
Nel 1533 alle benedettine subentrarono i domenicani, che curarono vari restauri. A partire dal 1569, in seguito all'incendio dell'Arsenale, la Serenissima decise di trasferire le polveriere in varie isole della Laguna e così fu anche per San Secondo. Nel 1576, allontanati i religiosi, l'isola divenne lazzaretto per gli appestati e, al loro rientro, i domenicani dovettero riattare il monastero e riedificare la chiesa, che fu consacrata nel 1608.
Due secoli dopo, subito un primo allontanamento di pochi mesi nel 1797 a causa dell'occupazione francese, in seguito agli editti napoleonici del 1806 la comunità religiosa si dovette trasferire nel convento dei Santi Giovanni e Paolo (così ufficialmente, ma di fatto venne aggregata al convento dei Gesuati alle Zattere) e l'isola fu adibita a presidio militare.
Il corpo di San Secondo venne trasferito a Venezia nella chiesa domenicana dei Gesuati.
Oggi San Secondo è abbandonata e quasi completamente ricoperta dalla vegetazione. Non rimane alcuna traccia della chiesa, demolita già nel 1824, né del resto del complesso monastico, i cui edifici furono rimpiazzati, durante l'utilizzo da parte dei vari eserciti, da edifici militari. Di questi ultimi rimangono sull'isola alcuni ruderi.

## Galleria d'immagini

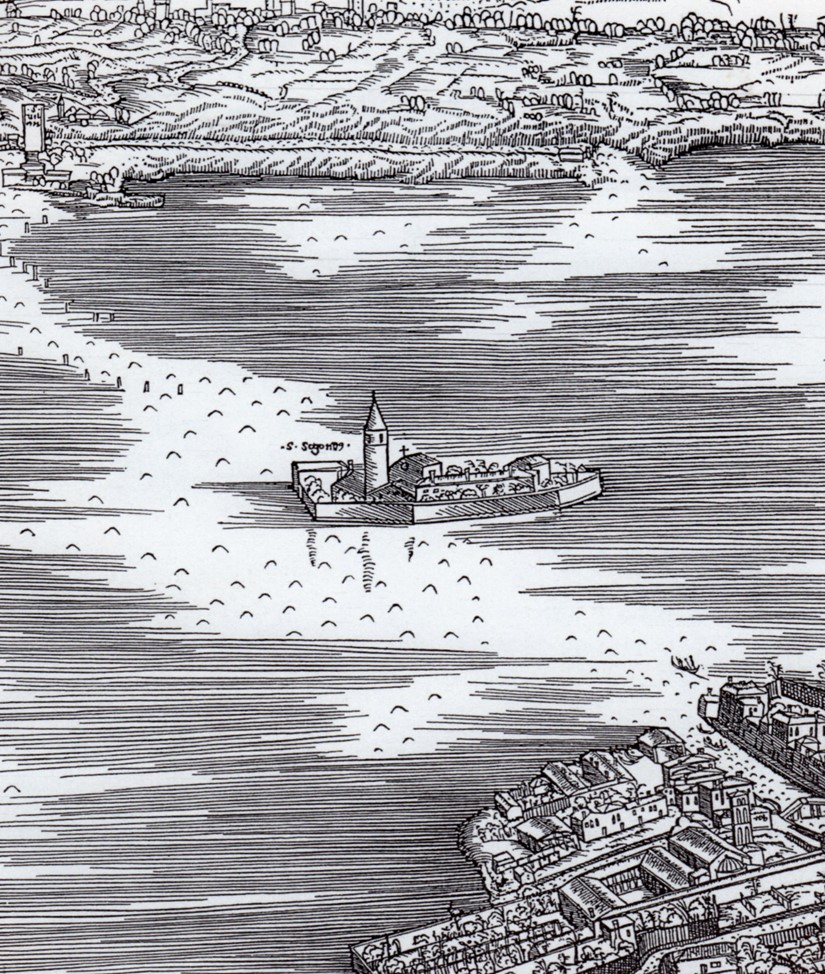
Barbari, Pianta di Venezia, particolare con San Secondo, 1500
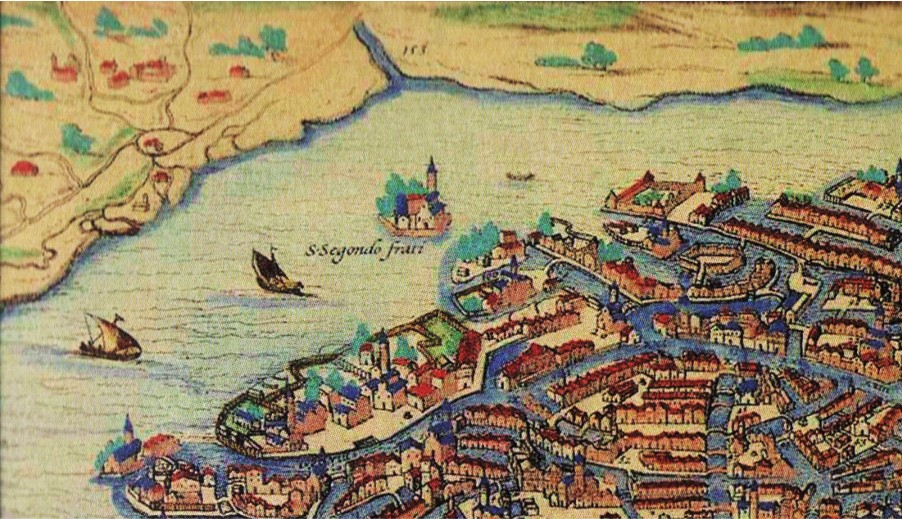
Georg Braun e Frans Hogenberg, Civitas orbis terrarum, 1612, particolare
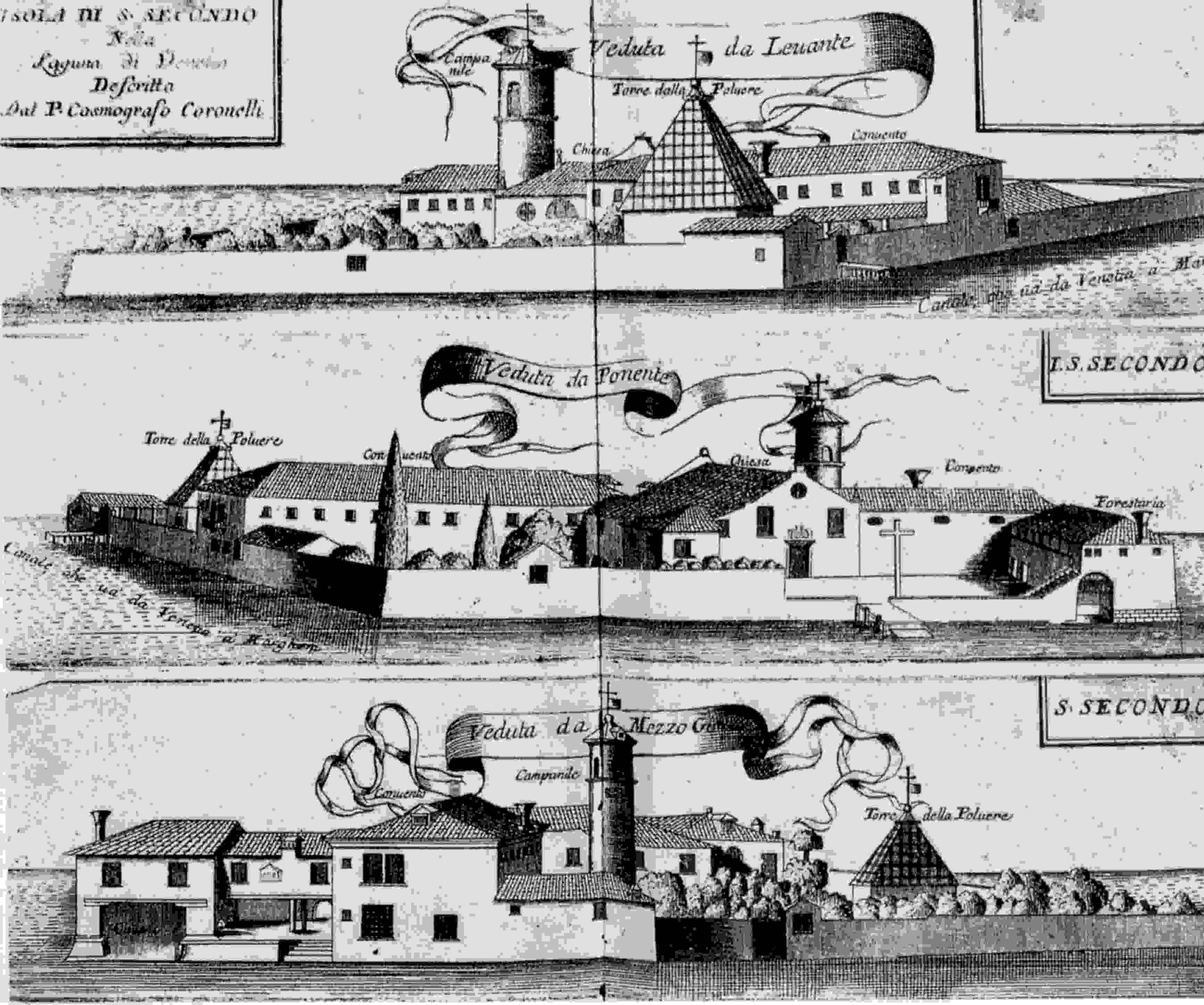
Vincenzo Coronelli, Isola di San Secondo nella laguna di Venezia, 1696
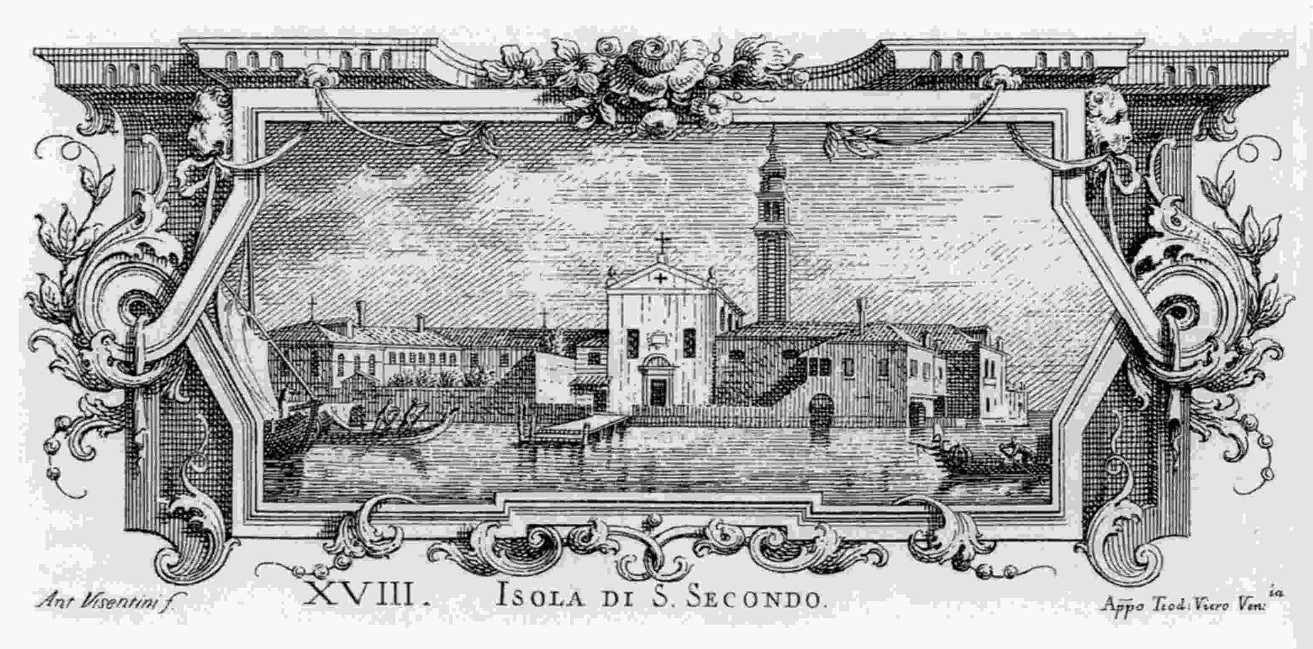
Antonio Visentini, Isolario Veneto, 1777
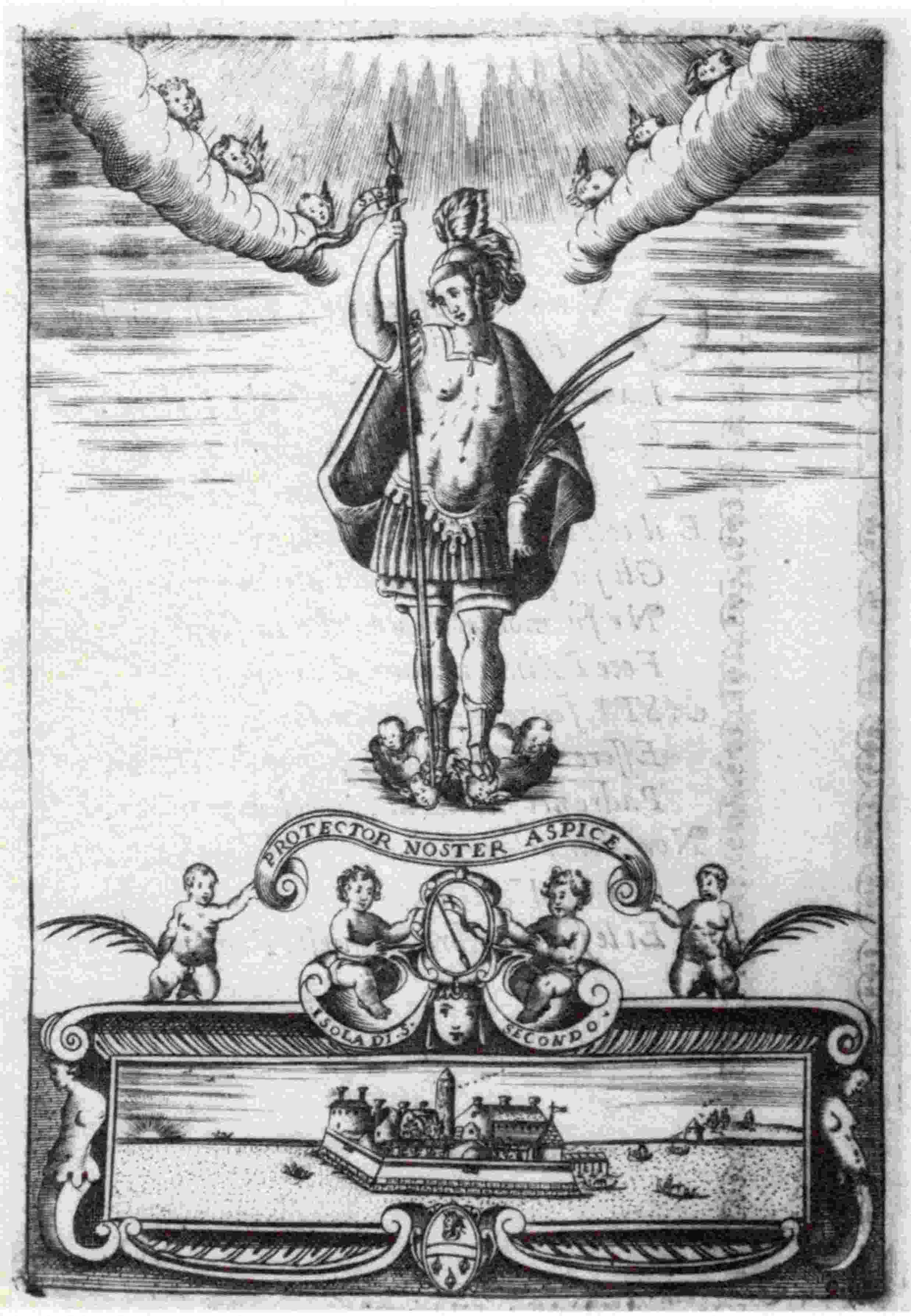
Domenico Codagli, Historia dell'isola di San Secondo, 1609
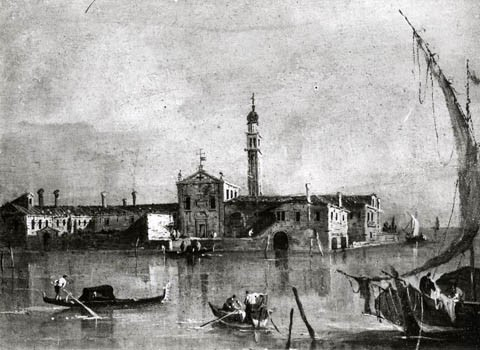
Giacomo Guardi, San Secondo
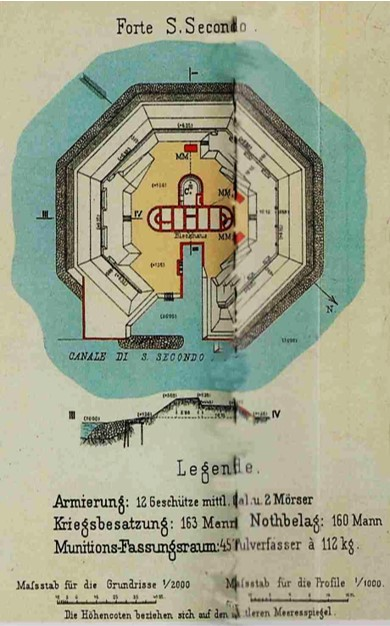
Forte San Secondo, 1900
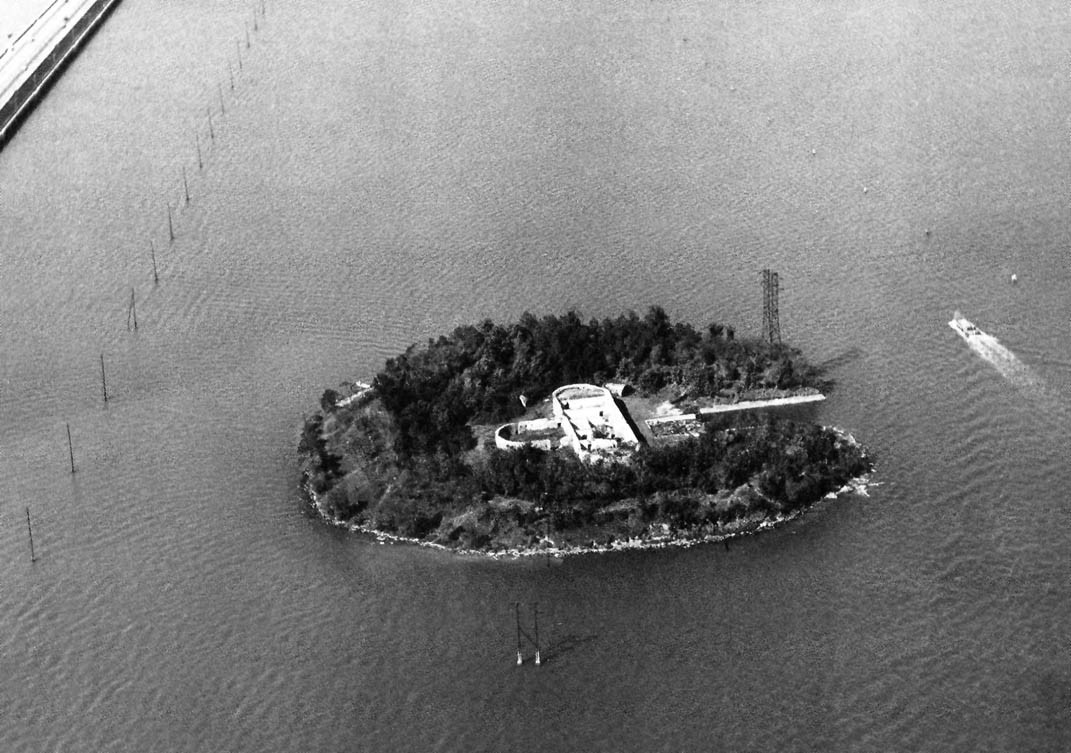
San Secondo, anno 1980
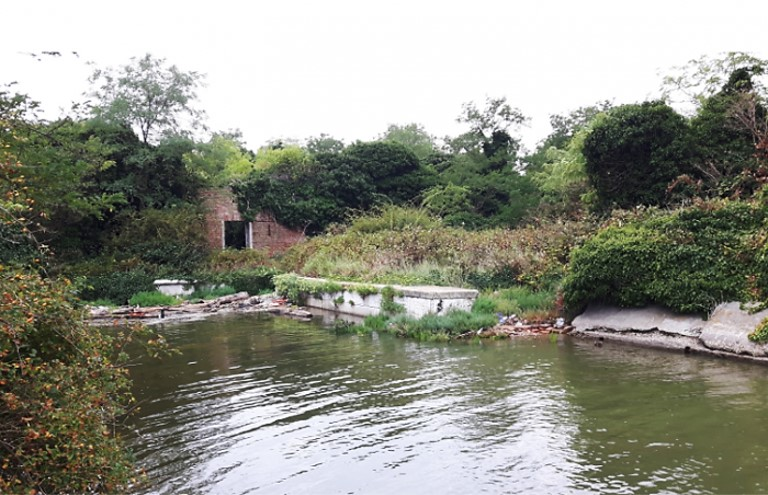
San Secondo, la darsena oggi
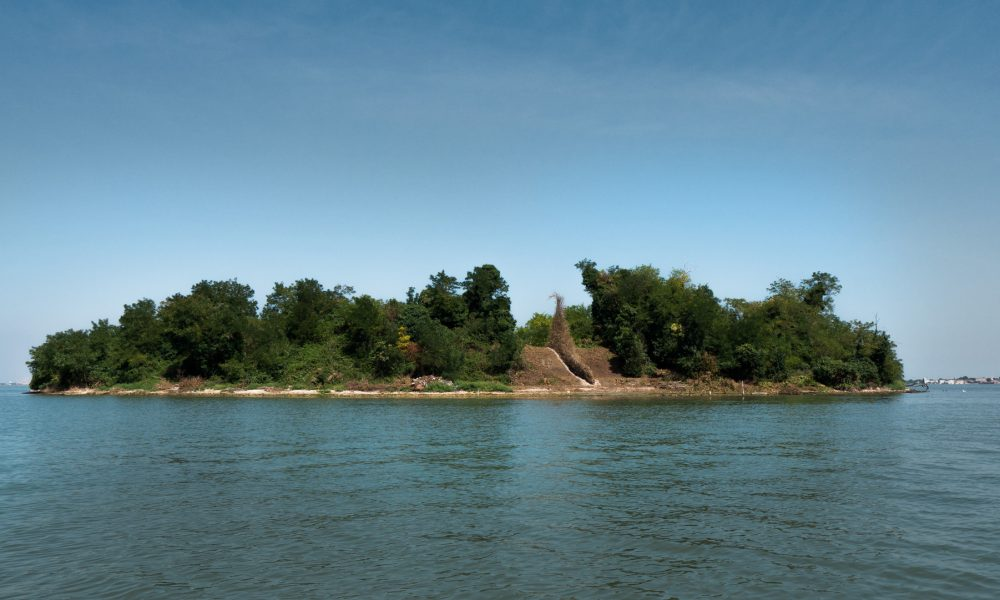
San Secondo, sterpaglie